# Luis Laporte
Luis Bernardo Laporte (n. Buenos Aires, 1879 - f. Rosario, Santa Fe, 1951) fue un ingeniero y filántropo argentino. Durante su vida abogó por la educación superior.
En Rosario, fue promotor de la creación, en 1906, de la Escuela Industrial de la Nación –hoy Instituto Politécnico Superior "General San Martín"–, de la que fue su primer director.

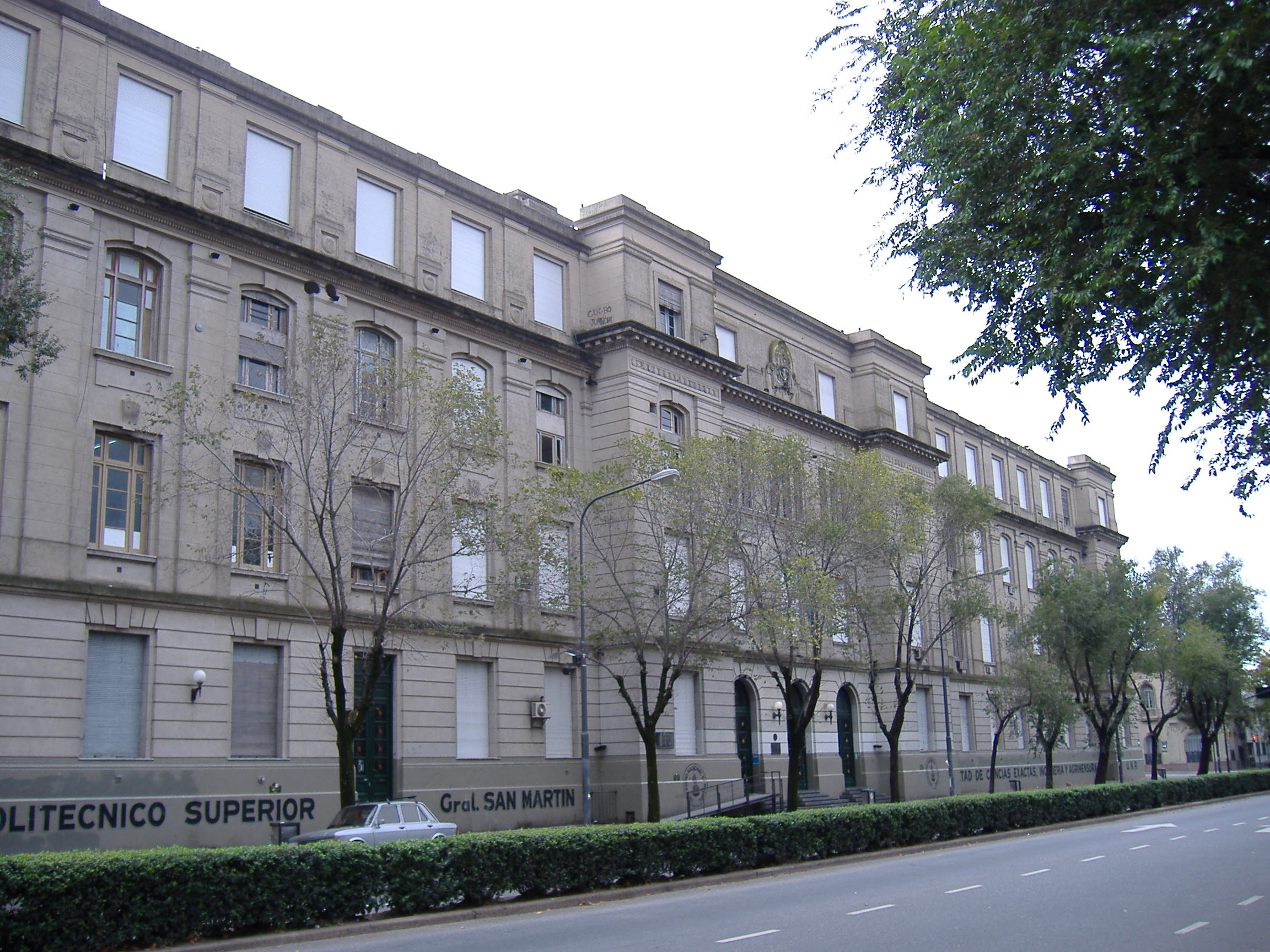
Facultad de Ciencias Exactas, Ingeniería y Agrimensura.

También fue decano de la entonces Facultad de Ciencias Matemáticas, Físico-Químicas y Naturales Aplicadas a la Industria –hoy Facultad de Ciencias Exactas, Ingeniería y Agrimensura de la Universidad Nacional de Rosario– en 1927, cargo que solo mantuvo durante un año ya que en 1928 la facultad fue intervenida y fue reemplazado por Manuel Belloni. Retornó al decanato en 1934 pero solo por un corto periodo.
Además fue vicerrector de la Universidad Nacional del Litoral y participó en la creación del puerto de Rosario.
Falleció en 1951 y sus restos se encuentran en el cementerio El Salvador, sitio donde el 26 de abril de 2007 se lo homenajeó con una placa en el Paseo de los Ilustres de dicha necrópolis.